# مکدامپور
مکدامپور (به انگلیسی: Makhdumpur) یک منطقهٔ مسکونی در هند است که در بخش جهان‌آباد واقع شده‌است. مکدامپور ۲۶۰٬۱۵۴ نفر جمعیت دارد.